# Теодоріх I (герцог Верхньої Лотарингії)
Теодоріх (Дітріх, Тьєррі) I (нім. Dietrich I., фр. Thierry Ier; бл. 965 — 11 квітня 1026) — 2-й герцог Верхньої Лотарингії в 978—1026 роках.

## Життєпис
Походив з Арденнського дому, його Барруанської гілки. Третій син Фрідріха I, герцога Верхньої Лотарингії, та Беатриси Паризької (доньки Гуго Великого, графа Парижу). Народився близько 965 року, хоча висувається версія, що це сталося 972 року. Після смерті батька 978 року успадкував герцогство Верхня Лотарингія й графство Бар. Втім через малий вік регенткою стала його мати, яка правила до 987 року.
У 983 році за допомогою імператорських військ вдалося відбити напад Лотаря I, короля Західнофранцузького королівства. У лютому 985 року Лотар I в союзі з Едом I де Блуа, графом Мо, і графом Гербертом III де Труа, знову вдерся до Верхньої Лотарингії. Їм вдалося захопити графство Верден, після чого король повернувся до своєї столиці Лан, залишивши в Вердені для управління свою дружину Емму. Натомість Теодоріх I долучився до союзу Годфріда I, графа Вердену, та Зигфріда I, графа Люксембургу і Гоцело, графа Ардена. Внаслідок цього вдалося відвоювати Верден. У відповідь Лотар знову рушив до Верхньої Лотарингії і після облоги в березні 984 року знову захопив Верден, полонивши усіх графів, що там були, графів, а також Теодоріха I. В середині 985 року герцога Верхньої Лотарингії було звільнено завдяки втручанню його матері і вуйка Гуго Капета.
У 987 році Теодоріх I перебрав фактичну владу над Верхньою Лотарингією. Але того ж року Герберт I, граф Вермандуа, захопив у герцога замок Стене. Між 994 та 998 роками оженився на представниці роду Блейсгау.
У 1011 році Теодоріх I підтримав імператора Генріха II в його війні з Генріхом I, графом Люксембургу. У Гау-Одернгаймі Теодоріх I потрапив в засідку, організовану Фрідріхом, графом Мозельгау (братом Генріха I), де був тяжко поранений. Він був доставлений полоненим в Мец, але потім звільнений в обмін на інших заручників.
У 1016 році Теодоріх I брав участь у війні імператора проти Рудольфа III, короля Бургундії. 1018 року потрапив у полон до бургундів, незважаючи на загальну перемогу імператорських військ. У 1019 році  призначив співгерцогом в Лотарингії свого сина Фрідріха II.
У 1020 році відновив привілеї бенедиктинського монастиря Фульда. Після смерті в 1024 році імператора Генріха II, виступив проти нового імператора Конрада II, а його син Фрідріх II підняв повстання разом з Ернстом II, герцогом Швабії. Незабаром Теодоріх I приєднався до імператора і присягнув йому на вірність, тоді як Фрідріх II планував нові повстання проти імператора.
Помер 1026 року. Йому спадкував син Фрідріх II.

## Родина
Дружина — Ріхільда, донька Фольмара III фон Блейсгау, графа Люневіля, пфальцграфа Меца.
Діти:
- Фрідріх (бл. 995—1027), 3-й герцог Верхньої Лотарингії
- Адальберон (бл. 1000—1006)
- Аделаїда, дружина Валерана I, графа Лімбурга і Арлона